# Дайн Железоноги
Дайн II Железоноги на английски: Dain II Ironfoot е герой от измислената Средна земя, описана в произведения на писателя Джон Роналд Руел Толкин.

## Описание
Дайн II е крал на джуджетата, който се споменава в книгата „Хобитът“ на Толкин.
Дайн II е един от най-великите воини на джуджетата. Внук е на Грор, най-малкият син на Дайн I от рода на Дурин. След смъртта на баща си Дайн II става крал на джуджетата от Железните възвишения. След смъртта на Торин Дъбощит и свършека на главната линия на Дуриновия род той го наследява като Крал на планината Еребор и на народа на Дурин – първият, който не е от линията на първородните.
Бащата на Дайн II, Наин, е убит от огромния орк Азог по време на битката при Нандухирион, пред вратите на Мория. В последващо сражение джуджетата разгромяват орките, и Азог побягва да се скрие в Мория; Дайн го настига на самите врати, и го убива в единична схватка. Това е смятано за огромно постижение (Дайн тогава е само на 32 години, при положение, че джуджетата достигат зрялост на 30). Дайн е единственият от джуджетата, който поглежда през вратите на Мория вътре, вижда Балрога и разбира, че джуджетата няма да могат да се върнат там. Той разубеждава Треин II от намерението да се опита да окупира Мория, с думите: „Друга сила трябва да дойде, по-велика от нашата.“
Като втори братовчед на Торин, Дайн се отзовава на призива му за помощ преди Битката на петте армии, и пристига с няколкостотин джуджета точно навреме, за да се включи в нея. След смъртта на ранения Торин той го наследява на трона на Еребор.
Дайн е убит през Войната за Пръстена, през 3019 г. от Третата епоха, защитавайки тялото на мъртвия си съюзник, краля на Езерните хора Бранд. По това време той е извънредно стар дори за джудже (на 252 години), но въпреки това се показва като отличен боец.